# Cantharellus cascadensis
Espèce
Cantharellus cascadensis est une espèce de champignons de la famille des Cantharellaceae.

## Distribution
Cette espèce se rencontre dans la chaîne des Cascades qui lui a donné son nom.

## Publication originale
Dunham, O'Dell & Molina, 2003 : Analysis of nrDNA sequences and microsatellite allele frequencies reveals a cryptic chanterelle species Cantharellus cascadensis sp. nov. from the American Pacific Northwest. Mycological Research, vol. 107, n. 10, p. 1163-1177.